# Warhammer 40,000: Armageddon
Warhammer 40,000: Armageddon (с англ. — «Боевой молот 40,000: Армагеддон») — компьютерная игра, в жанре пошаговой стратегии, разработчиками выступили студии The Lordz Games Studio и Flashback Game Studio, издателями — Slitherine Ltd., Matrix Games и Бука (в России). Сюжет и механика игры основаны на настольном варгейме Warhammer 40,000 студии Games Workshop. Игра вышла 26 ноября 2014 года.

## Сюжет
В настоящее время одним из масштабнейших вооружённых конфликтов для Империума Человечества стала Вторая война за Армагеддон. Орки снова вторглись на эту индустриальную планету, защитить которую и предстоит безымянному командиру Стального легиона.

## Игровой процесс
Игрок выступает на стороне Империума Человечества в борьбе с орками, имея под командованием относящийся к имперской гвардии Стальной легион и три ордена космического десанта (Кровавые ангелы, Саламандры и Ультрамарины), на стороне которых и выступает игрок. В перерыве между миссиями игрок ознакомляется с происходящими событиями через диалоги и брифинги. В ходе общения с игровыми персонажами (среди которых есть и известные в сеттинге персоны уровня комиссара Себастиана Яррика) развилки: некоторые из ответов игрока влияют на выбор следующей миссии.
Сражения происходят на карте, разделённой на гексы, ключевые точки отмечены ней отмечены значками, соответствующими стороне, которая в данный момент ими владеет. Цель сражения — за заданное число ходов захватить на карте все ключевые точки. Юниты относятся к разным родам войск (пехота, авиация, артиллерия, танки, техника, шагатели, титаны, авиация). Некоторые типы юнитов (вроде артиллерии и танков) могут стрелять на несколько клеток, остальные стреляют на одну клетку. Типы юнитов характеризуются силой удара и защиты по разным родам войск, дальностью стрельбы и передвижения, численностью отряда и т. д. Разные участки карты характеризуются разной скоростью передвижения и возможностями защиты. Если навести курсор на вражеский юнит, по которому в данный момент можно выстрелить своим юнитом, высвечиваются ожидаемые потери обоих юнитов; реальные потери могут от них сильно отличаться. Юниты не имеют морального духа и не анимированы.
В игре существует два ресурса — очки реквизиции и славы, которые выдаются по итогам выполненных сценариев. Реквизицию можно расходовать как на восполнение потерь имеющихся юнитов, так и на наём новых (всего в игре существует 350 юнитов).
В одиночной игре игрок может сыграть в одиночную кампанию из 35 игровых миссий (5 обучающий и 30 сюжетных). Также существует многопользовательская игра для двух игроков через hot seat и асинхронный мультиплеер с обменом ходами через сервер Slitherine (в этом режиме игрок может возглавить орков).

## Разработка
| Системные требования | Системные требования             | Системные требования             |
| -------------------- | -------------------------------- | -------------------------------- |
|                      | Минимальные                      | Рекомендуемые                    |
| Microsoft Windows    |                                  |                                  |
| ОС                   | Windows Vista/7/8/10             | Windows Vista/7/8/10             |
| ЦПУ                  | Intel P4/AMD Athlon XP или лучше | Intel P4/AMD Athlon XP или лучше |
| Объём ОЗУ            | 1 GB                             | 1 GB                             |
| Место на диске       | 1 GB                             | 1 GB                             |
| Видеокарта           | 256 MB                           | 512 MB                           |
| Устройства ввода     | клавиатура, компьютерная мышь    | клавиатура, компьютерная мышь    |

В марте 2013 года Slitherine приобрела у Games Workshop права на разработку варгейма в сеттинге Warhammer 40,000: Armageddon. Через два месяца состоялся официальный анонс игры.

### Дополнения
В 2015 году к игре вышли дополнения:
1. 20 февраля — Untold Battles (рус. Не рассказанные битвы). Игровая кампания из пяти сценариев и возможностью сыграть за орков против ИИ в трёх миссиях[8]),
2. 19 марта — Vulkan’s Wrath (рус. Ярость Вулкана). Игровая кампания из десяти миссий в трёх актах, в которой игрок выступает на стороне ордена Саламандр[9]),
3. 21 апреля — Angels of Death (рус. Ангелы Смерти). Игровая кампания из десяти миссий в трёх актах, в которой игрок выступает на стороне ордена Кровавых Ангелов[10]),
4. 21 мая — Glory of Macragge (рус. Слава Макрейджа). Игровая кампания из одиннадцати миссий в трёх актах, в которой игрок выступает на стороне ордена Ультрамаринов[11]),
5. 5 ноября — Ork Hunters (рус. Охотники на орков). Игровая кампания из десяти миссий в трёх актах, в которой игрок выступает на стороне имперской гвардии вскоре после окончания войны. Также в игру добавлены 10 новых юнитов для имперской гвардии и орков[12]).

10 марта 2016 года вышло дополнение Golgotha (рус. Голгофа), заключающее в себе игровую кампанию в десять сценариев, действие которой разворачивается 50 лет спустя после окончания войны. 18 августа 2016 года вышло самостоятельное дополнение Da Orks, в котором игрок выступает на стороне орков в ходе Второй войны за Армагеддон.

## Отзывы
Рейтинг игры на агрегаторе рецензий Metacritic составлял 68 баллов из 100 возможных на основании 17 рецензий.
Обозреватель игрового издания «Eurogamer» Ричи Шумейкер поставил игре 6 баллов. Он похвалил её за гибкость и доступность, сравнив игровую механику с классическими шахматами, в то же время отметив ряд странных решений разработчиков (вроде отличие между двумя юнитами одного класса в виде единицы здоровья или невозможность авиации занимать одну клетку с наземными юнитами) и дословное копирование механики Panzer Corps. Также он посоветовал расширить справочную информацию и сделать пользовательский интерфейс более дружелюбным для игроков.
Журналист Rock, Paper, Shotgun Адам Смит положительно отнёсся к игре, особенно отметив её реиграбельность и как стартовую позицию для вхождения в варгейм Warhammer 40,000.
Рецензент российского журнала «Игромания» Станислав Степанчиков поставил игре 6.5 балла из 10 возможных. Он похвалил тактическую составляющую и разнообразие юнитов, а также верность канону, в то же время раскритиковав слабую реализацию задуманного и недоделанность игры, которую разработчики начали исправлять патчами уже после релиза
Обозреватель издания Riot Pixels Константин Фомин поставил игре 70 % . К положительным сторонам он отнёс интересные и разнообразные миссии и атмосферность, к недостаткам — несложный и однообразный игровой процесс с ориентированностью на поклонников Warhammer 40,000.